# Pablo Piñones-Arce
Pablo Piñones-Arce (født 27. august 1981) er en svensk-chilensk Angriber, der er på kontrakt hos den svenske klub Östers IF.
Som spillertype er Pablo Piñones-Arce en hurtig og teknisk dygtig angriber, der sparker godt med begge fødder. Han har en veludviklet målnæse og hans sparketeknik på dødbolde er sublim, hvilket har resulteret i mange flotte frisparksscoringer fra hans fødder.

## Karriere
Efter at have tilbragt sin tidlige ungdomsår i mindre klubber som IFK Tumba og IK Sirius, blev Pablo Piñones-Arce en del af IF Brommapojkarnas succesfulde 1981 årgang. I 1999 skiftede han til AZ Venezia, hvor han dog ikke opnåede den store succes. Som resultat heraf skiftede han til Hammarby IF i 2002, hvor han nåede at score 20 mål i 96 kampe.
Pablo fik ikke tilbudt en ny kontrakt hos Hammarby IF, men i den sidste tredjedel af 2006/2007 sæsonen fik han sit store gennembrud med glimrende spil og 6 mål i 13 kampe. Hammarby skiftede mening og tilbød angriberen en kontraktforlængelse – bl.a. på foranledning af store protester fra klubbens fans. Men i januar 2007 valgte Pablo at skifte til Vejle Boldklub på en fri transfer. Her blev han en øjeblikkelig succes.
Den flotte 2006/2007 sæson hos Hammarby IF betød, at Pablo Pinõnes-Arce blev udtaget til det svenske A-landsholds tur til Hong Kong i januar 2007. Her blev han skiftet ind i en uofficiel venskabskamp mod et udvalgt hold fra Hong Kong.
Pablo spillede en god halvsæson for Vejle Boldklub i foråret 2007 i Superligaen, men det var ikke nok til at redde klubben fra nedrykning. Han fortsatte de gode takter i 07/08-sæsonen, og endte som topscorer i 1. division med 17 mål, hvilket indbragte ham titlen som årets profil i den danske 1. division.
I den følgende sæson i Superligaen kunne Pablo ikke få sit tekniske spil i gang og frustrationerne tog overhånd, da han under en træningssession røg i klammerier med Brian Priske og senere tilsvinede sportschef Hans Lauge på Facebook. Her skrev Pablo på Bora Zivkovic' Facebook-væg følgende: "Jeg slapper af og forsøger at finde en løsning, der passer mig og familien, men 'fissen' Lauge vil ikke slippe mig."
Vejle Boldklub tog konsekvensen af den uholdbare situation og udlejede Pablo til hans tidligere klub IF Brommapojkarna, hvor han var tilknyttet i foråret 2009. Den 3. juli ophævede Vejle Boldklub kontrakten med Pablo , og samme dag kunne IF Brommapojkarna fortælle at de havde indgået en permanent kontrakt med spilleren gældende i 6 måneder.
D. 21. januar 2013 skrev Pablo under med den svenske klub Östers IF, der netop havde sikret sig oprykning til Allsvenskan fra Superettan. Han fik en toårig kontrakt med udløb i december 2014. Det blev dog kun til én sæson i den bedste række, da Östers sluttede næstsidst og dermed må tilbage til Superettan.